# Malito de Rêve
Malito de Rêve est un étalon de robe grise inscrit au stud-book du Selle français, fils de Cumano, qui a suivi une courte carrière sportive en saut d'obstacles avant d'être voué à la reproduction. Il est notamment le père de Estoy Aqui de Muze et de Grand Cru van de Rozenberg. 

## Histoire
Il naît le 29 mai 2000 à l'élevage d'Antoine Huyskens, en Belgique. A 4 ans, il est finaliste du championnat de Belgique des jeunes chevaux d'obstacle de sa classe d'âge. Il est gravement blessé au début de son année de 5 ans sur le cycle classique de saut d'obstacles. Il est dès lors voué à la reproduction. Néanmoins, le 20 novembre 2008, il participe à une série de compétitions au CSI2* de Wieze, à 1,30, 1,35 et 1,40 m, monté par le cavalier colombien Dayro Arroyave.

## Description
Malito de rêve est un étalon de robe grise inscrit au stud-book du Selle français. Il toise 1,69 m.

## Origines
Malito de Rêve est un fils du très célèbre étalon Holsteiner Cumano. Sa mère, Dira Courcelle, est issue d'une excellente souche française par Grand Veneur et Rantzau,. Il est consanguin en 4e génération sur le chef de race Holsteiner Caletto II.

## Descendance
Malito de Rêve figure dans le top 100 des meilleurs pères depuis 2016, mais il n'a commencé à réellement saillir en France qu'en 2012. Il est le père de la jument Estoy Aqui de Muze (ISO 166), et du hongre Grand Cru van de Rozenberg. Son fils Fidux (né en 2013) est également prometteur. Il est approuvé à la reproduction dans les stud-books Selle français et BWP.

## Annexe
- [vidéo] « Présentation de Malito de Rêve en main », sur YouTube